# Karel van Beieren
Karel Theodoor Maximiliaan August (Mannheim, 7 juli 1795 – Tegernsee, 16 augustus 1875) was een prins van Beieren en een legeraanvoerder in de "Brüderkrieg" van 1866.
Karel ontving in 1866 een Leger-Gedenkteken 1866 (Duits: "Armeedenkzeichen 1866") in de vorm van een groter geëmailleerd kruis, ook "Armeedenkzeichen 1866" geheten dat door hem "en sautoir", dus om de hals, werd gedragen.
Karel was een zoon van Maximiliaan I van Beieren en zijn eerste vrouw Augusta Wilhelmina van Hessen-Darmstadt.
Op 1 oktober 1823 trouwde hij met Marie-Anne-Sophie Petin (1796-1838), ze kregen drie dochters. Daarna trouwde hij met Henriette Schoeller v. Frankenburg, zij kregen samen geen kinderen.
Karel stierf nadat hij van zijn paard werd geworpen en zeer ongelukkig terechtkwam. 

## Kinderen
- Caroline (1816 – 1889)
- Maximiliane (1823 – 1885)
- Sophie (1827 – 1912)

## Militaire loopbaan
- Brigadier der Infanterie: 25 juni 1813[3]
- Generalmajor: 25 juni 1813[3]
- Generalfeldmarschall: 16 januari 1841[3]

## Onderscheidingen
- Ridder in de Orde van Sint-George op 29 januari 1814
- Orde van Sint-Andreas de Eerstgeroepene op 7 augustus 1838

- Gemeinsame Normdatei: 101721986
- International Standard Name Identifier: 0000 0000 0224 2565
- Nationale Bibliotheek van Polen: a0000003376631
- Virtual International Authority File: 54520802
- WorldCat: E39PBJfmjjf6RkJWCPj6p4mw4q